# Châteaudun
 Châteaudun  es una localidad y comuna de Francia, en la región de Centro, departamento de Eure y Loir. Es la subprefectura (capital) del distrito de su nombre y el chef-lieu del cantón homónimo.
Su población en el censo de 2007 era de 13 963 habitantes. La aglomeración urbana –que incluye además las comunas de Saint-Denis-les-Ponts, La Chapelle-du-Noyer y Jallans - tiene 17 532 habitantes.
Está integrada en la Communauté de communes du Grand Châteaudun, de la que es –con mucho- la comuna más poblada.

## Demografía
| 5 957 | 6 046 | 6 161 | 6 042 | 6 580 | 6 776 | 6 788 | 6 745 | 6 542 | 6 719 | 6 781 | 6 552 | 6 694 | 7 036 | 7 284 | 7 147 | 7 460 | 7 146 | 7 147 | 7 296 | 6 587 | 6 558 | 6 790 | 7 057 | 8 145 | 9 687 | 11 982 | 14 450 | 15 338 | 15 319 | 14 511 | 14 543 | 13 963 |
| Para los censos de 1962 a 1999 la población legal corresponde a la población sin duplicidades (Fuente: INSEE [Consultar]) |       |       |       |       |       |       |       |       |       |       |       |       |       |       |       |       |       |       |       |       |       |       |       |       |       |        |        |        |        |        |        |        |

## Patrimonio

### Iglesias

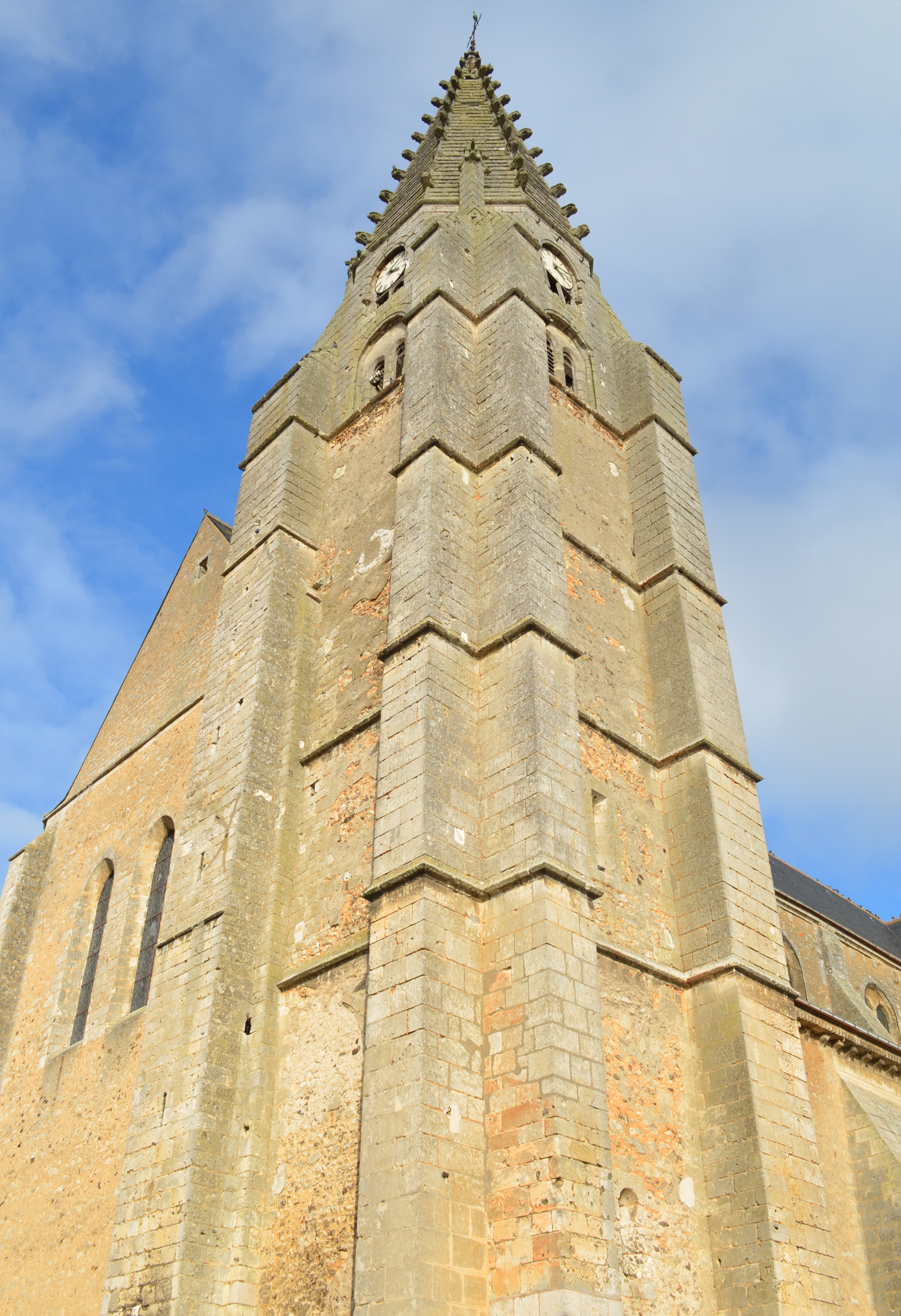
Saint-Valérien
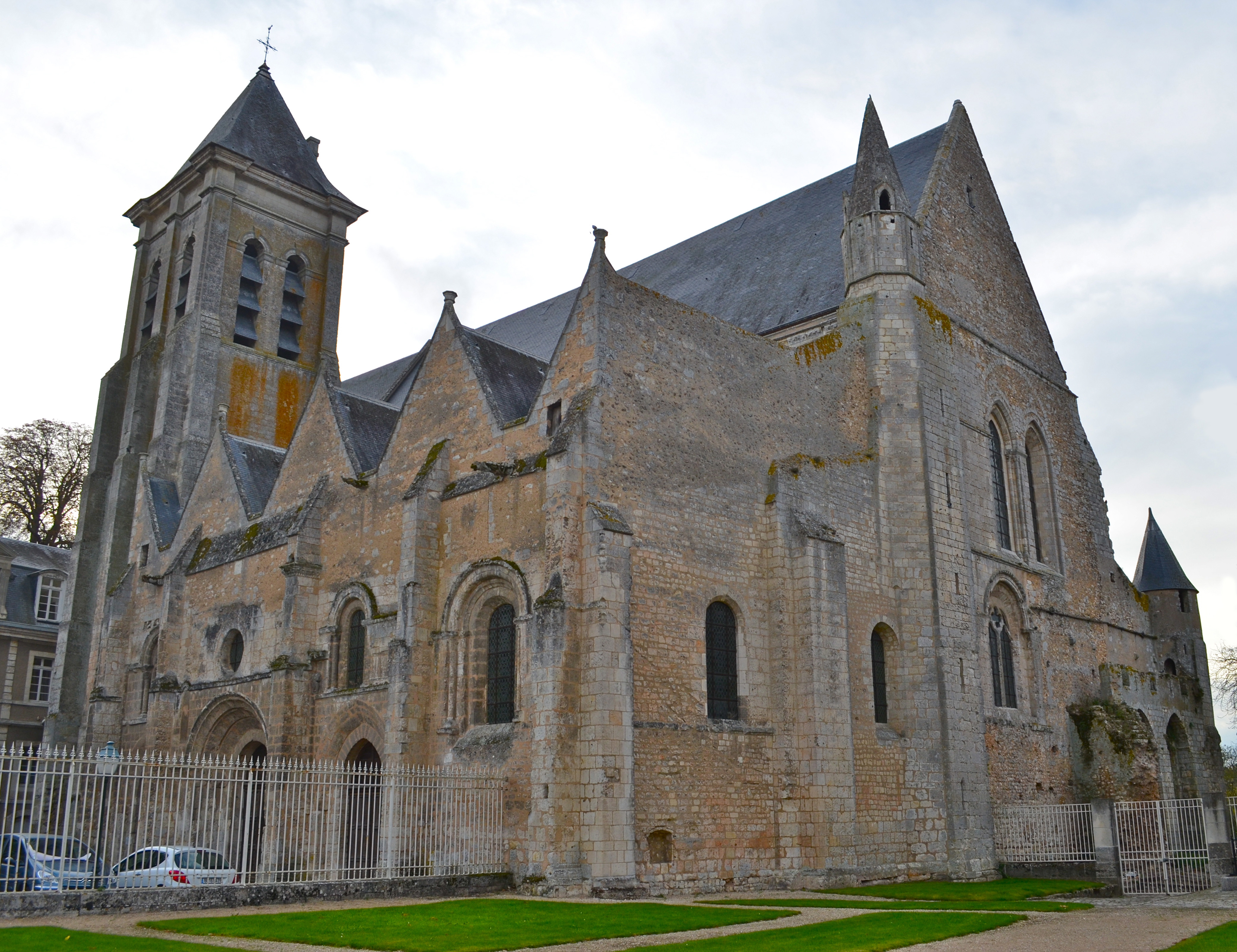
La Madeleine
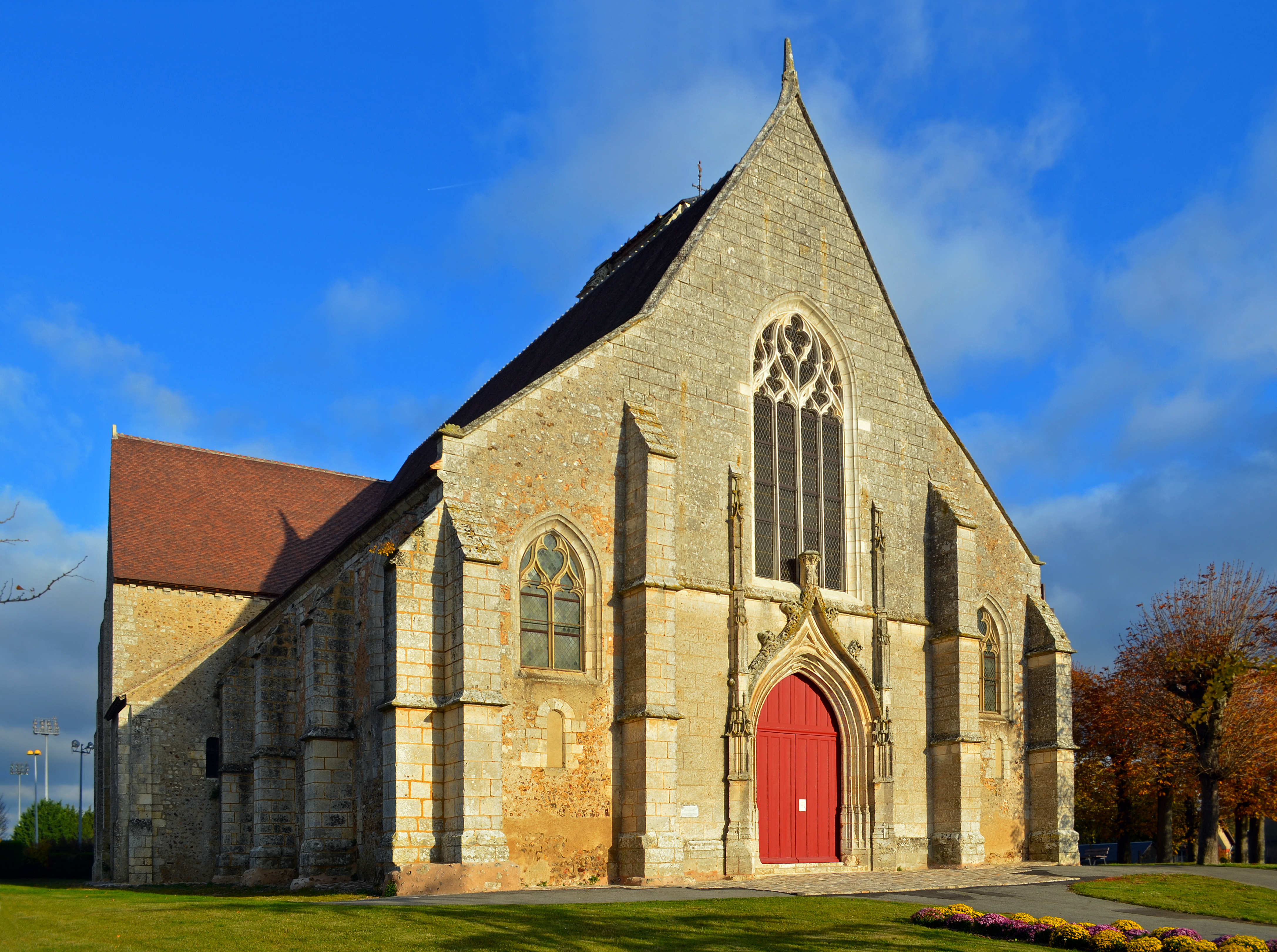
Saint-Jean-de-la-Chaîne
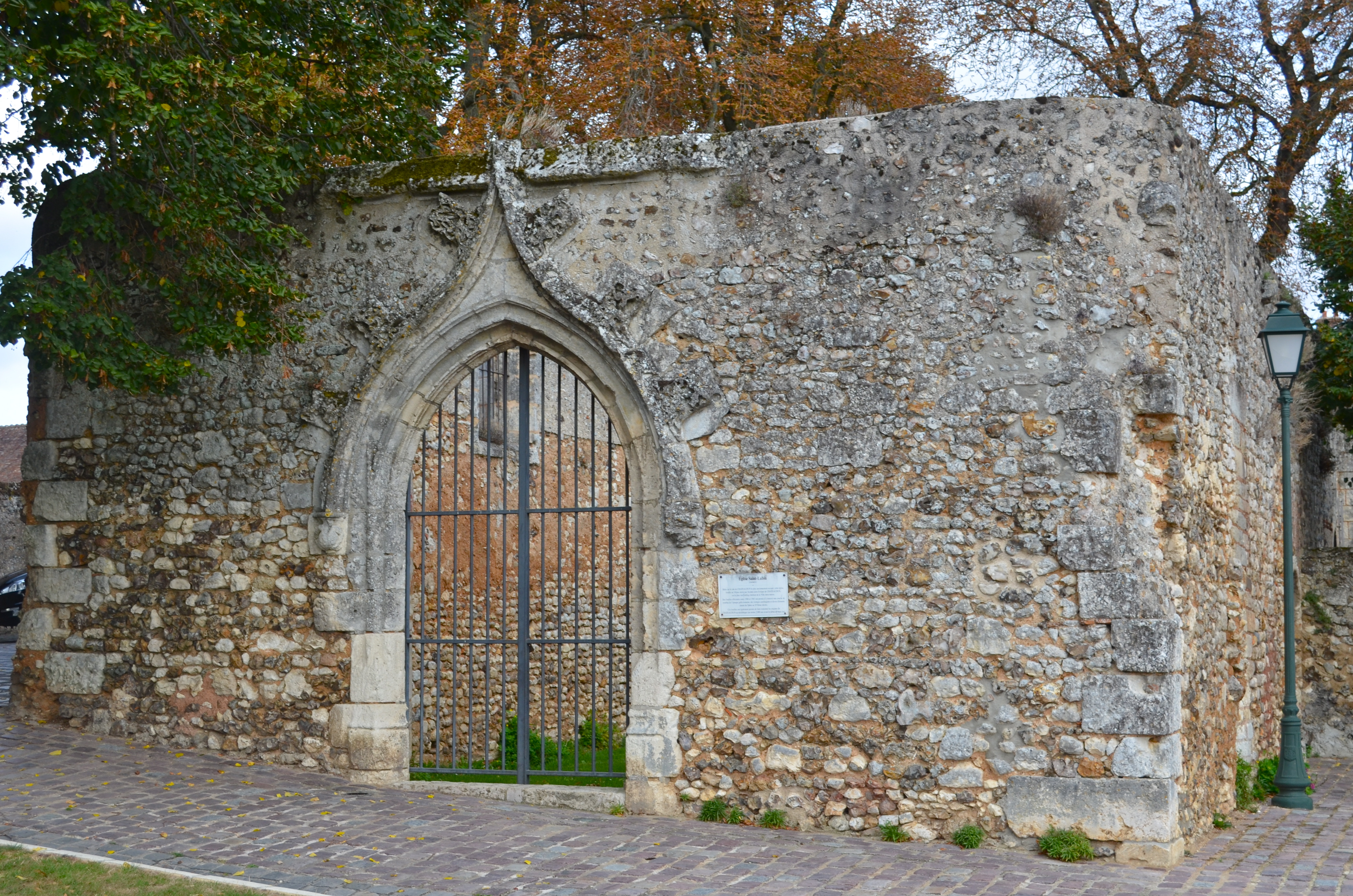
Saint-Lubin
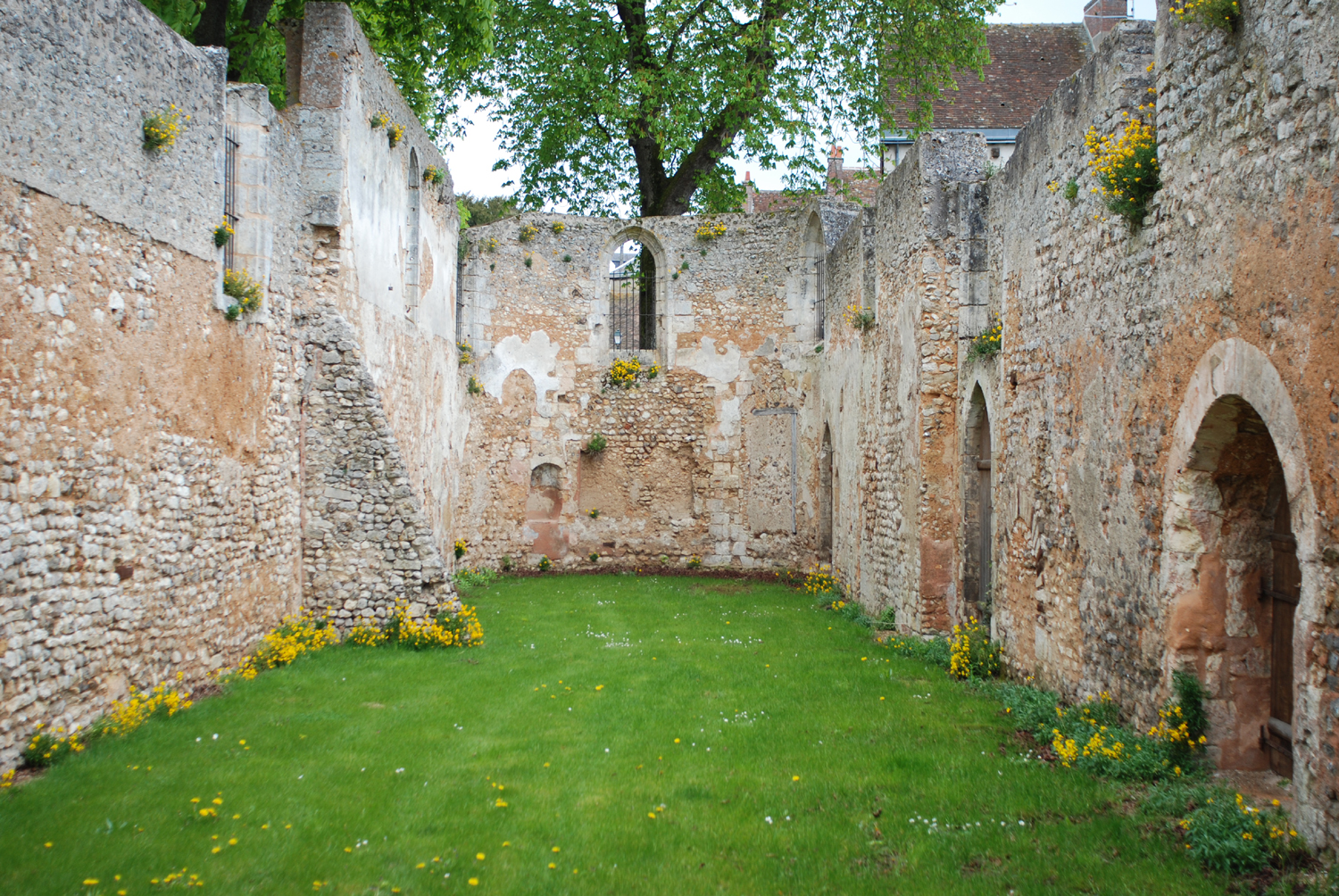
Saint-Lubin
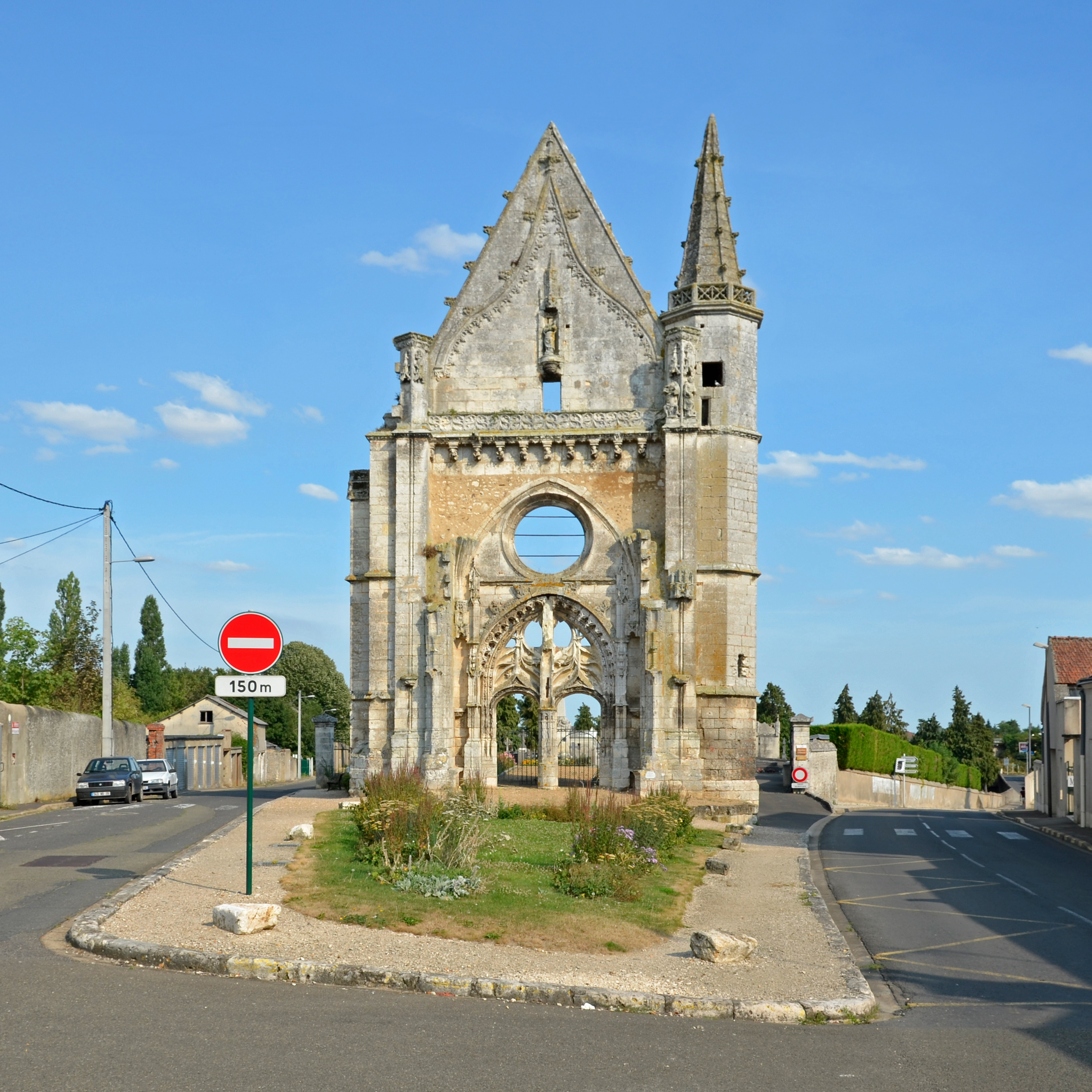
Notre-Dame-du-Champdé
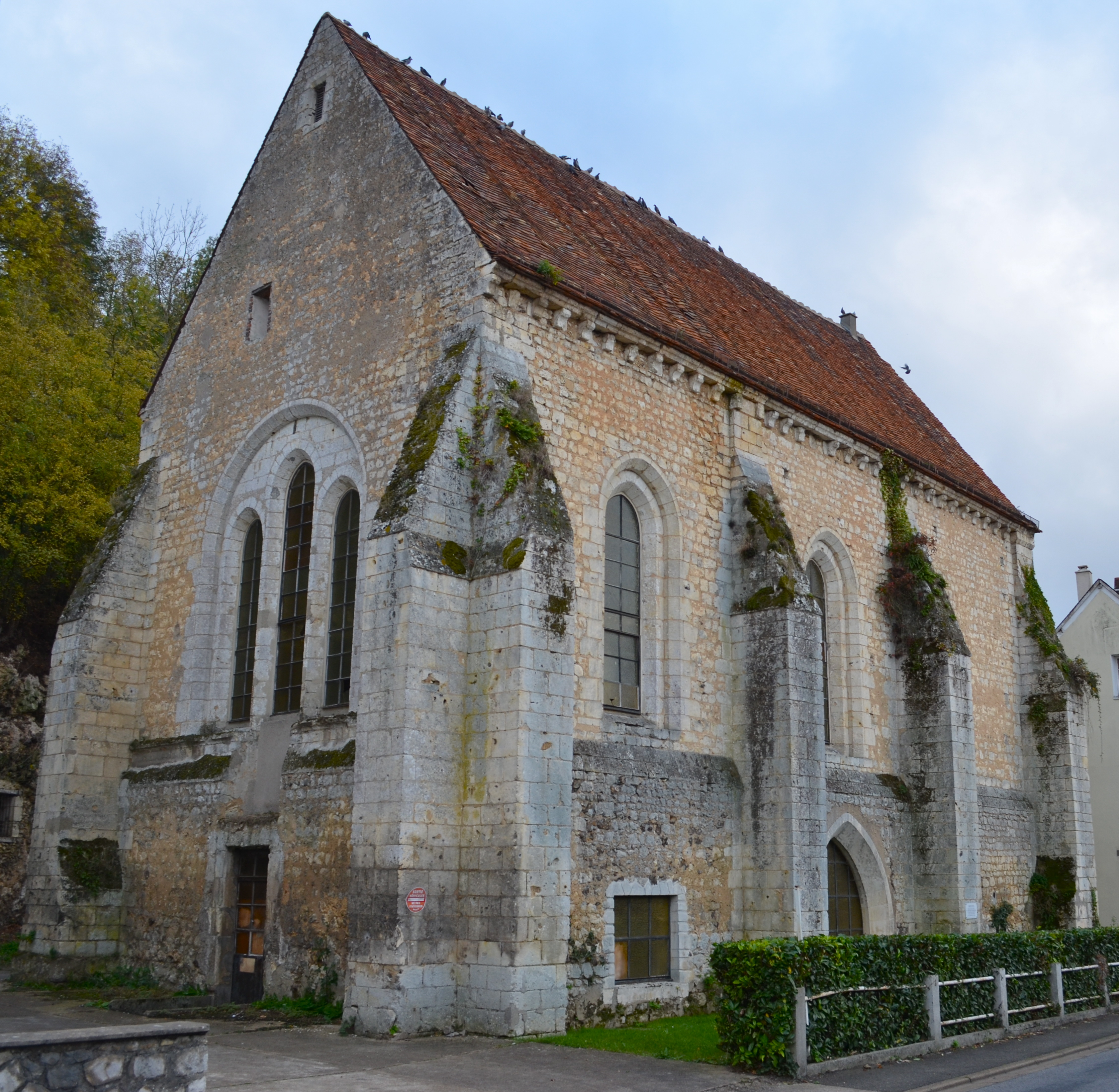
La Boissière

## Ciudades hermanadas[6]
- Marchena, España
- Arklow, Irlanda
- Kroměříž, República Checa
- Schweinfurt, Alemania